# Appendix Valerii Probi
Az Appendix Valerii Probi a késő ókori latin nyelv egyik legfontosabb forrása, palimpszeszt.
A mű ismeretlen szerző (a hagyomány szerint Probus grammatikus) tollából származik. Csak egy  7. századi példánya maradt ránk, valószínűleg Bobiumból, ma a Nápolyi Nemzeti Könyvtárban található. A cím jelentése „Valerius Probus függeléke”. A jegyzéket egy kézirat végén találták meg, mely az ún. Pszeudo-Probus szövegeit tartalmazza.
Ez szójegyzék 227 szópárt listáz két hasábban. A bal oldalon a klasszikus irodalmi sztenderdnek megfelelő alakok találhatóak, a jobb oldalon pedig a jegyzék szerzője által hibásnak minősített formákat, alakokat. Tehát voltaképpen egy gyakori helyesírási hibákat listázó szójegyzékkel van dolgunk.
Ennek a céljának megfelelően általában a következő szerkezetben ismerteti a tételeket: speculum non speclum, azaz „a speculum szó nem speclumként írandó” stb.
A nyelvemlék egyik legfontosabb jelentősége, hogy a gyakorinak jelzett hibákból következtetni lehet a köznyelvi norma és az írott norma közti eltérésekre. Az irodalmi sztenderd mindig jóval konzervatívabb a köznyelvinél, hát még ha egy korábbi korszak sztenderdje annak magas presztízse és nemzetközi használhatósága miatt egyeduralkodóvá lett az írásbeliségben (persze helyi eltérésekkel).
Az Appendix Valerii mutatja, hogy erre a korra már nagyban eltávolodott a köznyelvi norma az írott sztenderdtől, az írni tanulókat külön figyelmeztetni kellett a gyakori hibákra, és hogy mikor ne hallgassanak a fülükre. Jól látható a példákon a köznyelvi sztenderd és a példának hozott újlatin forma, a sztenderd olasz közeli kapcsolata.

## Példák
| Appendix Probi     | Appendix Probi        | Megjegyzések |
| irodalmi sztenderd | késő ókori hibás alak | Megjegyzések |
| ------------------ | --------------------- | --- |
| speculum           | speclum               | olasz: specchio, „tükör” — a késő ókorra szinkopálódik szó közben a hangsúlytalan u |
| columna            | colomna               | olasz: colonna, „oszlop” |
| calida             | calda                 | olasz: calda, „meleg” (nőnemű alak) — a késő ókorra szinkopálódik a hangsúlytalan, szó közbeni i |
| auris              | oricla                | olasz: orecchia, „fül(ecske)” — a késő ókorban oricla/auricula kicsinyítő képzős alak a jellemző, később az au kettőshangzó o-vá egyszerűsödik írásban is (ejtésben valószínűleg nagyon régóta közelít), a hangsúlytalan u szó közben szinkopálódik. |

## Lásd még
- Probus (grammatikus)

## Külső hivatkozások
- Appendix Probi az  University of Pennsylvania honlapján